# Ріо-Асуль
Ріо-Асуль (ісп. Río Azul) — руїни міста цивілізації мая в департаменті Петен (Гватемала). Є частиною національного парку «Ріо-Асуль». Назва перекладається як «Синя (блакитна) річка».

## Історія
Поселення на території Ріо-Асуль створено в докласичний період — близько 900 року до н. е. У V століття до н. е. побудовано перші монументальні споруди. У III в. до н. е. — III ст. н. е. перетворився на невелике протоміське поселення, що мало назву Сак-Ха-Віцналь (Чиста гірська вода). Назва ймовірно походить від перших поселян, що обрали це місце через близькість питної води. Наприкінці докласичного періоду або в самому початку ранньокласичного етапу навколо міста утворилося царство Хушбахте. Часи розквіту припали на 300—600 роки. Близько 385 року визнав зверхність Мутульського царства (за іншою теорію тут правила гілка мутульської династії). Водночас встановився династичний союз з царством Сууц', столицею якого було місто Наачтун. Але загальне керівництво належало теотіуаканському військовикові Сійах-К'ак'у, якого згадано в Ріо-Асулі 393 року.
До початку VI ст. н. е. Сак-Ха-Віцналь перетворився на важливе місто, третє за розміром у Петені (після Йашмутуля і Сіаан К'аан). Того часу населення сягало 5000 осіб. Тоді площа держави становила близько 170 км2 з населенням 400 тисяч осіб. Щільність населення становила 2700 осіб/1 км2. Основу становили землероби (31 %) та ремісники (57 %).
Швидке зростання міста, багаті поховання свідчать про важливу роль, яку відігравало царство Хушбахте у політичній системі стародавнього Петена у V ст. Причинами економічного піднесення були вигідне розташування, що дозволяло контролювати торговельний шлях з сучасного центрального Петена до північного Белізу, наявність поблизу питаної вод та річкового шляху для перевезення товарів. Висока концентрація населення і укріплення вказують на те, що це був насамперед військовий форпост проти Канульського царства.
Близько середини 520-х років як союзник Мутуля ахави Хушхабте вимушені були вступити у протистояння з військами Кануля. Близько 530 року останні завдали нищівного удару, а саме місто сплюндрували, відторгнувши значні землі. Після цього місто до 2-ї половини VII ст. знаходилося в занепаді, храми і палаци продовжували руйнуватися. Тоді щільність населення знизилася до 300 осіб/1 км2.
Лише з черговим піднесенням Мутульського царства після перемог 695 року, потрохи почало відроджуватися й Сак-Ха-Віцналь. Втім його володарі лише частково зуміли відновити колишню потугу, про що свідчить зростання населення міста до колишнього рівня. Після занепаду Мутуля на початку IX ст. царство Хушхабте також швидко припинило своє існування — після 850 року про нього і саме місто немає згадок.

## Опис
Розташовано на північному сходу Петена, біля узбережжя річки Ріо-Асуль, на відстані 80 км на північний схід від руїн Тікаля. Є частиною біосферного заповіднику мая.
Загальна площа становить 3 км2. Тут розташовувалися найбільші в області мая греблі, а також складна система каналів, що дозволяла забезпечувати водою населення та полив сільськогосподарських культур.
У роки свого існування було доволі непогано укріплено. З півночі і з заходу його захищала річка і великі за розміром болота, зі сходу — лінія з довгих платформ, що служили основою для живоплоту, з півдня — штучно поглиблений струмок, через який побудовано два насипи-мости.

### Архітектура
Ріо-Асуль складається з 752 споруд, зокрема 1 майданчика для гри у м'яч, 41 площі.
Ритуально-адміністративний центр становить 1,28 км2. Він розпочав утворюватися в середині докласичного періоду. Втім найбільші будівельні роботи були проведення на початку класичного періоду.
Ступінчаста платформа з каменю і щебеню заввишки близько 5 м (G103 sub 2) є найдавнішою спорудою відомою дослідникам. Вона була облицьована стукко і прикрашена орнаментом у вигляді завитків. Зверху, на думку археологів, розташовувався храм, проте майданчик для нього невеликий. Загальний обсяг споруди становить 40000 м3.
Споруда G-103 sub 1 була створена наприкінці докласичного періоду (Обсяг платформи становив 97000 м3). Поєднувало ритуальні та житлові функції і служило резиденцією вождя. Вона була збудована з кругляка і облицьована кам'яними блоками. Зверху було завдано товстий шар стукко, пофарбований у червоний колір.
Центральною будовою міста в часи розквіту був великий комплекс А-3, що складається з п'яти храмів (А-1—А-5) на єдиній трирівневої платформі. Найбільший храм А-3 мав заввишки 47 м і обсяг 97000 м3. Є класичною формою тріадового храму. Спорудження комплексу почалося близько 385 року і тривало до 500 року. Водночас з величними храмами з'явилися палацові ансамблі. На річковому березі на північ від Східної групи перебувала пристань і зона для розвантаження каное. Два резервуари для зберігання води загальним об'ємом близько 45 млн літрів були споруджені в Східному і Північному секторах.
Комплекс А-3 був місцем 7 поховань. Вважається, що це був меморіал, храми А-1, А-2, А-4 і А-5 носили поминальний характер. В інших похованнях знайдено численні рештки теотіуаканської кераміки.
Пишні гробниці (Поховання 1, 4, 7, 10, 12) свідчать про могутність володарів. Втім більшість з них було розграбовано, дотепер збереглися лише залишки інвентарю, проте в деяких випадках на стінах поховальних камер присутні численні ієрогліфічні написи, що дозволяють визначити померлих. Царський статус мали поховання 4, 7, 10, 12. Тут виявлено 5000 поховальних артефактів.
Група BA-20 знаходиться в декількох кілометрах від центру. Час розбудови — кінець докласичного періоду. Складається з 4 платформ (залишки 4 пірамід з храмами). За результатами досліджень археологів встановлено, що ця місцина перетворена була на житловий район після зростання населення у VIII ст.

### Скульптура
Загалом виявлено 47 стел (21 — різьблених, 26 — гладеньких) і 16 вівтарів від 392 до 840 років. Деякі виконані у «стилі Пуук». Більшість різьблених стел мають династичний або політичний характер. До ранньокласичної фази відноситься лише 2 стели. Є важливим джерелом з історії міста.

## Історія досліджень
Виявлено у 1962 році Тринідадом Печем. Втім після цього дослідження не проводилися, чим скористалися «чорні археологи». Наприкінці 1970-х років їх роботи фінансували багаті приватні колекціонери. Лише у 1981 році сюди прибув вчений Іан Грехем, який намагався привернути увагу до цієї археологічної пам'ятки.
З 1983 року значні археологічні розкопки проводила група фахівців на чолі із Річардом Адамсом. Цей проект було завершено у 1987 році. З того часу нові дослідження не поновлювалися.